# Alluaudomyia tiberghieni
Alluaudomyia tiberghieni är en tvåvingeart som beskrevs av Neveu 1978. Alluaudomyia tiberghieni ingår i släktet Alluaudomyia och familjen svidknott.
Artens utbredningsområde är Frankrike. Inga underarter finns listade i Catalogue of Life.